# خرموش آزمایشگاهی

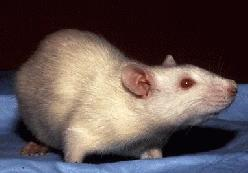
موش آزمایشگی با چشمان قرمز و خز سفید مدل نمادینی است برای آزمایش‌های علمی در زمینه‌های گوناگون.

خرموش آزمایشگاهی گونه‌ای از موش صحرایی قهوه‌ای است که برای تحقیقات علمی پرورش داده می‌شود. موش آزمایشگاهی معمولاْ از گونه Mus musculus است. آن‌ها متداول‌ترین مدل تحقیقات پستانداران مورد استفاده هستند و برای تحقیق در زمینه‌های ژنتیک، روان‌شناسی، پزشکی و سایر رشته‌های علمی مورد استفاده قرار می‌گیرند. موش‌ها متعلق به رده Euarchontoglires هستند که انسان نیز از این رده است. این ارتباط نزدیک، همولوژی بالا با انسان، سهولت نگهداری و کار با آن‌ها و میزان تولیدمثل بالا، موش‌ها را مدل‌های مناسبی برای تحقیقات مربوط به انسان قرار می‌دهد. ژنوم موش آزمایشگاهی توالی یابی شده است و بسیاری از ژن‌های موش، همولوگ انسانی دارند.
سایر گونه‌های موشی که برخی اوقات در تحقیقات آزمایشگاهی مورد استفاده قرار می‌گیرند، شامل موش پاسفید آمریکایی (Peromyscus leucopus) و موش آهو (Peromyscus maniculatus) هستند.

## تولیدمثل
شروع تولیدمثل در حدود ۵۰ روزگی در هر دو جنس نر و ماده اتفاق می‌افتد، هر چند که جنس ماده ممکن است اولین دوره فحلی (estrus) خود را در ۴۰–۲۵ روزگی داشته باشند. موش‌ها پلی استروس هستند و در تمام طول سال تولیدمثل دارند. آن‌ها تخمک گذاری خود به خودی دارند. چرخه فحلی هر ۵–۴ روز تکرار می‌شود و حدود ۱۲ ساعت به طول می‌انجامد که در شب اتفاق می‌افتد.
متوسط دوره حاملگی در موش ۲۰ روز است. دوره فحلی پس از زایمان (postpartum estrus) ۱۴ تا ۲۴ ساعت پس از زایمان اتفاق می‌افتد و شیردهی هم‌زمان با بارداری، بارداری را به مدت ۱۰–۳ روز به علت تأخیر در لانه گزینی افزایش می‌دهد. در هر زایمان به‌طور معمول ۱۰ تا ۱۲ نوزاد متولد می‌شود البته این تعداد به شدت وابسته به گونه است.

## ژنتیک و سویه‌ها
موش‌های آزمایشگاهی از همان گونهٔ موش‌های خانگی هستند، با این حال اغلب در رفتار و فیزیولوژی بسیار متفاوت هستند. صدها نژاد inbred, outbred و ترانس ژنیک وجود دارد. نژاد دربارهٔ جوندگان به گروهی گفته می‌شود که در آن همه اعضا از لحاظ ژنتیکی تا حد امکان شبیه هستند. در موش‌های آزمایشگاهی، این امر از طریق inbreeding (تولیدمثل زاده‌های یک والد با یکدیگر) انجام می‌شود. با داشتن این نوع جمعیت، انجام آزمایش‌هایی بر روی نقش ژن‌ها یا آزمایش‌هایی که تنوع ژنتیکی را به عنوان یک عامل حذف می‌کنند، امکان‌پذیر می‌گردد.
در مقابل، جمعیت‌های outbred معمولاْ زمانی که داشتن ژنوتیپ‌های یکسان غیرضروری است یا جمعیتی با تنوع ژنتیکی مورد نیاز است، مورد استفاده قرار می‌گیرند و معمولاْ از آن‌ها به عنوان ذخایر نام برده می‌شود تا نژاد.
بیشتر موش‌های آزمایشگاهی، ترکیبی از زیرگونه‌های مختلف هستند. موش‌های آزمایشگاهی می‌توانند تنوعی از رنگ‌های پوششی، از جمله agouti، سیاه و زال داشته باشند. بسیاری (اما نه همه ی) نژادهای آزمایشگاهی inbred هستند. نژادهای مختلف با ترکیب‌های خاصی از رقم – حرف شناسایی می‌شوند؛ برای مثال C57BL/6 و BALB/c.. اولین نژادهای inbred این چنینی در سال ۱۹۰۹ توسط Clarence Cook Little که در ترویج موش به عنوان یک ارگانیسم آزمایشگاهی تأثیرگذار بود، تولید شدند. در سال ۲۰۱۱، حدود ۸۳٪ از جوندگان آزمایشگاهی در ایالات متحده، موش‌های آزمایشگاهی C57BL / 6 بودند.

## ژنوم
توالی یابی ژنوم موش آزمایشگاهی در اواخر سال ۲۰۰۲ با استفاده از نژاد C57BL/6 تکمیل شد. این ژنوم دومین پستاندار پس از انسان بود که توالی یابی گردید(۶). ژنوم هاپلوئید آن حدود سه میلیارد جفت باز است (۳۰۰۰ مگاباز که بین ۲۰ کروموزوم توزیع شده) که در واقع با اندازه ژنوم انسان برابر است. برآورد تعداد ژن‌های موجود در ژنوم موش دشوار است، بخشی به دلیل آنکه تعریف یک ژن هنوز مورد بحث است. تعداد فعلی ژن‌های کدشونده اولیه در موش آزمایشگاهی ۲۳٬۱۳۹ است در حالی که در انسان در حدود ۲۰٬۷۷۴ می‌باشد.

## سویه‌های جهش یافته و تراریخته
نژادهای متعددی از انواع موش‌های جهش یافته ایجاد شده‌اند. تعدادی از آن‌ها شامل:
- موش‌های حاصل از تولیدمثل طبیعی

- موش‌های سندرم داون.
- موش‌های دیابتی غیر چاق (NOD) که دیابت نوع ۱ دارند.
- موش‌های Murphy Roths بزرگ (MRL) با ظرفیت بازسازی غیرمعمول.
- موش‌های Waltzing که به دلیل جهش ای که بر گوش‌های داخلی آن‌ها اثر گذاشته، در یک الگوی دایره ای، حرکت می‌کنند.
- موش‌های بدون دستگاه ایمنی nude که بدون مو و تیموس می‌باشند: این موش‌ها لنفوسیت‌های T تولید نمی‌کنند، بنابراین پاسخ ایمنی سلولی ندارند و برای تحقیق در ایمونولوژی و پیوند استفاده می‌شوند.
- موش‌های بدون سیستم ایمنی ترکیبی حاد با سیستم ایمنی تقریباْ کاملاْ معیوب.
- موش‌های ترانس ژنیک، با ژن‌های خارجی وارد شده به ژنوم خود

- موش‌های بزرگ غیرمعمول با توسط وارد کردن هورمون رشد رت ایجاد شده‌اند.
- Oncomice، با آنکوژن فعال، به‌طوری‌که به‌طور قابل توجهی بروز سرطان در آن‌ها افزایش می‌یابد.
- موش‌های Doogie، با افزایش عملکرد گیرنده NMDA که موجب بهبود حافظه و یادگیری در این موش‌ها می‌شود.
- موش‌های Knockout، که یک ژن خاص با تکنیکی تحت عنوان knockout، ژن غیرعملکردی می‌شود: هدف آن مطالعه و بررسی عملکرد محصول ژن یا شبیه‌سازی یک بیماری انسانی است.

- موش‌های چاق که مستعد ابتلا به چاقی به علت کمبود کربوکسی اپیپتید E هستند.
- موش‌های عضلانی قوی با ژن myostatin غیرعملکردی، معروف به «موش‌های قدرتمند».
از سال ۱۹۹۸، این امکان وجود دارد که موش‌ها را از سلول‌های مشتق شده از حیوانات بالغ شبیه‌سازی کنند.

## ظاهر و رفتار
موش‌های آزمایشگاهی بسیاری از ویژگی‌های فیزیکی و رفتاری موش‌های خانگی را حفظ کرده‌اند، با این حال، به علت انتخاب مصنوعی در نسل‌های پیاپی، در حال حاضر برخی از این خصوصیات به‌طور قابل توجهٔ متفاوت هستند.

## پرورش

### تغذیه
در طبیعت، موش‌ها معمولاْ گیاه‌خوار هستند و طیف وسیعی از آن‌ها میوه یا دانه مصرف می‌کنند. با این حال، در مطالعات آزمایشگاهی معمولاْ برای جلوگیری از تغییرات زیستی و برای رسیدن به این هدف، موش‌های آزمایشگاهی تقریباْ همیشه با خوراک تجاری تغذیه می‌شوند. مصرف غذا تقریباً ۱۵ گرم به ازای هر ۱۰۰ گرم وزن بدن در روز است و مصرف آب ۱۵ میلی لیتر به ازای هر ۱۰۰ گرم وزن بدن در روز است.

## روش‌های تزریق
راه‌های تزریق در موش آزمایشگاهی عمدتاْ زیر جلدی، داخل صفاقی و داخل رگی است. تزریق داخل عضلانی با توجه به توده عضلانی کوچک، توصیه نمی‌شود. تزریق داخل مغز نیز ممکن است.

## بیهوشی
یک رژیم معمول برای بیهوشی عمومی موش خانگی کتامین (در دوز ۱۰۰ میلی‌گرم در هر کیلوگرم وزن بدن) به علاوه زایلازین (xylazine) (در دوز ۱۰ تا ۵ میلی‌گرم در کیلوگرم) تزریق شده توسط مسیر داخل صفاقی است و مدت اثر آن حدود ۳۰ دقیقه است.

## مرگ آسان (Euthanasia)
روش‌های تصویب شده برای مرگ آسان موش‌های آزمایشگاهی عبارتند از: غلظت بالای گازCO2، داروهای تزریقی بیهوشی باربیتورات (barbiturate)، بیهوشی‌های استنشاقی مانند Halothane و روش‌های فیزیکی مانند جابجایی مهره‌های گردن.